# Rochefort (Elveția)
Rochefort este o comunitate politică cu 1080 loc. situată în cantonul Neuchâtel, Elveția.